# O Rei da TV
O Rei da TV é uma série de televisão brasileira de drama biográfico produzida pela Gullane Entretenimento para a Star+. A série conta a trajetória de Silvio Santos, desde sua infância como vendedor nas ruas do Rio de Janeiro até se tornar comunicador e empresário. Com direção de Marcus Baldini, Julia Jordão e Carol Minêm, O Rei da TV foi lançada em 19 de outubro de 2022 no Star+. Em dezembro de 2022, a série foi renovada para uma segunda temporada.
A segunda temporada de O Rei da TV foi lançada em 29 de março de 2023 com novos oito episódios. Acontecimentos como a candidatura de Silvio Santos à Presidência do Brasil e o sequestro de Patrícia Abravanel são retratados na nova leva de episódios.

## Sinopse

### 1.ª temporada (2022)
1988. Silvio Santos, o maior apresentador da televisão brasileira, é diagnosticado com um grave problema nas cordas vocais, o que pode deixá-lo sem voz. O medo de ser obrigado a abandonar os palcos traz à tona memórias de sua trajetória: desde a infância como camelô até a luta para obter a concessão do SBT, durante a ditadura militar.

### 2.ª temporada (2023)
Os novos episódios se passam em 1989, quando Silvio Santos se candidata à Presidência da República. Sua candidatura, porém, não é tolerada pelos adversários, e esse ressentimento serve de motivação para transformar o SBT em um grande canal, numa batalha que marcou a história da televisão brasileira. Também são retratados os sequestros de Patrícia Abravanel e Silvio Santos e crise financeira por conta do rombo ocorrido no Banco PanAmericano em 2010.

## Elenco
| Intérprete            | Personagem                          | Temporadas   | Temporadas   | Temporadas |
| Intérprete            | Personagem                          | 1.ª (2022)   | 2.ª (2023)   |            |
| --------------------- | ----------------------------------- | ------------ | ------------ | ---------- |
| José Rubens Chachá    | Silvio Santos (dos 58 aos 80 anos)  |              |              |            |
| Mariano Mattos        | Silvio Santos (dos 28 aos 46 anos)  |              |              |            |
| Luiz Guilherme        | Silvio Santos (15 anos)             | Participação |              |            |
| Luiz Ramalho          | Alberto Abravanel                   | Participação |              |            |
| Rebecca Kassab        | Rebecca Caro Abravanel              | Participação |              |            |
| Roberta Gualda        | Cidinha Abravanel                   |              |              |            |
| Leona Cavalli         | Íris Abravanel                      |              |              |            |
| Natália Lima          | Cíntia Abravanel                    | Participação | Participação |            |
| Elisa Romero          | Daniela Beyruti                     |              |              |            |
| Bárbara Maia          | Patrícia Abravanel                  |              |              |            |
| Rafael Mezadri        | Leon Abravanel                      | Participação |              |            |
| Tuna Dweck            | Dona Aurora                         | Participação |              |            |
| Augusto Madeira       | Arcílio                             | Participação |              |            |
| Cacá Carvalho         | Manuel de Nóbrega                   | Recorrente   | Recorrente   |            |
| Nizo Neto             | Teixeira                            | Participação |              |            |
| Pascoal da Conceição  | Roberto Marinho                     | Recorrente   | Recorrente   |            |
| Celso Frateschi       | Rossi Oliveira (dos 53 aos 75 anos) | Recorrente   | Recorrente   |            |
| João Campos           | Rossi Oliveira (dos 28 aos 41 anos) | Recorrente   |              |            |
| Carlos Meceni         | Paulo Machado de Carvalho           | Participação |              |            |
| Armando Filho         | Edir Macedo                         | Participação |              |            |
| Yakko Sideratos       | Arnaldo                             | Participação |              |            |
| Giovanni Venturini    | Montanha                            | Participação |              |            |
| Emílio de Mello       | Stanislaw Machado                   | Recorrente   | Recorrente   |            |
| Leandro Ramos         | Stanislaw Machado (Jovem)           | Recorrente   |              |            |
| Cássia Damasceno      | Cleusa                              | Recorrente   | Recorrente   |            |
| Larissa Nunes         | Cleusa (jovem)                      | Recorrente   |              |            |
| Cláudio Márcio        | Roque                               | Recorrente   | Recorrente   |            |
| Luiz Guilherme        | Lombardi                            |              | Participação |            |
| Paulo Nigro           | Gugu Liberato (dos 29 aos 51 anos)  |              |              |            |
| Guto Guizilini        | Gugu Liberato (13 anos)             | Participação |              |            |
| Lilian Blanc          | Maria do Céu Morais                 |              | Participação |            |
| Ary França            | Pedro de Lara                       | Recorrente   | Recorrente   |            |
| Marcelo Várzea        | Carlos Renato                       | Participação |              |            |
| Maidê Mahl            | Elke Maravilha                      | Recorrente   | Recorrente   |            |
| Gui Santana           | Sérgio Mallandro                    | Recorrente   | Recorrente   |            |
| Daniela Paschoal      | Sônia Lima                          | Recorrente   | Recorrente   |            |
| Edu Guimarães         | Boris Casoy                         | Recorrente   | Recorrente   |            |
| Wagner Santisteban    | Jassa                               | Recorrente   | Participação |            |
| Diego Montez          | Wagner Montes                       |              | Recorrente   |            |
| Martha Mellinger      | Hebe Camargo                        | Participação |              |            |
| Romis Ferreira        | Ronald Golias                       | Participação | Recorrente   |            |
| Herbert Richers Jr.   | Dr. Philip                          | Participação |              |            |
| Leonardo Bianchi      | Roberto Carlos                      | Participação |              |            |
| Rael Barja            | Clodovil Hernandes                  | Participação |              |            |
| André Abujamra        | Chacrinha                           | Participação |              |            |
| Nyrce Levin           | Dercy Gonçalves                     | Participação |              |            |
| Douglas Ferrero       | Flávio Cavalcanti                   | Participação |              |            |
| Fernando Vigui        | Nelson Ned                          | Participação |              |            |
| Sérgio Rufino         | Alberto Haddad                      | Participação |              |            |
| Eduardo Semerjian     | João Figueiredo                     | Participação |              |            |
| Hélio Cícero          | José Sarney                         | Participação | Participação |            |
| Cassio Scapin         | Armando Correia                     |              | Participação |            |
| Cassiano Ricardo      | Paulo Maluf                         |              | Participação |            |
| Fábio Silvestre       | Luiz Inácio Lula da Silva           |              | Participação |            |
| João Bourbonais       | Leonel Brizola                      |              | Participação |            |
| Otávio Martins        | Fernando Collor                     |              | Participação |            |
| Lucas Bugatti         | Lucca                               |              | Participação |            |
| Ygor Fiori            | Rabino Shamewitz                    |              | Participação |            |
| Arthur Kohl           | Isaac Steiner                       |              | Participação |            |
| Giselle Itié          | Michelly Vega                       |              | Recorrente   |            |
| Erom Cordeiro         | Karan                               |              | Recorrente   |            |
| Maria Manoella        | Flávia Siqueira                     |              | Recorrente   |            |
| Guta Ruiz             | Marília Gabriela                    |              | Participação |            |
| Herton Gustavo Gratto | Faustão                             |              | Participação |            |
| Gabriela Mag          | Angélica                            |              | Participação |            |
| Ferrugem              | Maurício Sherman                    |              | Participação |            |
| Helen Lopez           | Gretchen                            |              | Participação |            |
| Roney Facchini        | Alberto Rodrigues                   | Participação |              |            |
| Johnnas Oliva         | Fernando                            |              | Participação |            |
| Nill Marcondes        | Capitão Siqueira                    |              | Participação |            |

- Uma atriz não identificada faz a voz de Xuxa Meneghel (não aparece fisicamente) no segundo episódio da primeira temporada da série, numa cena em que as filhas de Silvio Santos estão assistindo ao Xou da Xuxa.
- No segundo episódio da série um ator não identificado aparece vestido como um palhaço genérico e apresentando um programa infantil. Provavelmente é uma referência ao Bozo.
- No quinto episódio da segunda temporada da série um ator não identificado faz a voz do apresentador do programa fictício da MTV Clipes Thrashes (paródia dos Piores Clipes do Mundo). Por ser uma voz masculina e estar apresentando sozinho, provavelmente era uma paródia do Marcos Mion (não aparece fisicamente).
- No sexto episódio da segunda temporada da série um ator não identificado interpreta o ator Jean-Claude Van Damme, que apareceu como convidado do Domingo Legal. Já outro ator não identificado interpretou o cantor Latino, que apareceu como convidado do Domingão do Faustão.

Fontes:

## Episódios

### Temporada 01
| N.º                                                                                                 | Título                 | Dirigido por                 | Escrito por                                                                                  | Lançamento            |
| --------------------------------------------------------------------------------------------------- | ---------------------- | ---------------------------- | -------------------------------------------------------------------------------------------- | --------------------- |
| 1                                                                                                   | "A Geléia é Minha"     | Marcus Baldini               | André Barcinski, Ricardo Grynszpan, Mikael de Albuquerque, Henrique Melhado e Marcela Macedo | 19 de outubro de 2022 |
| Ao vivo, Silvio Santos perde a voz e a equipe aconselha que Gugu Liberato o substitua.              |                        |                              |                                                                                              |                       |
| 2                                                                                                   | "Canta, Peru!"         | Marcus Baldini               | André Barcinski, Ricardo Grynszpan, Mikael de Albuquerque, Henrique Melhado e Marcela Macedo | 19 de outubro de 2022 |
| Silvio Santos é diagnosticado com um pólipo na garganta e foge do circo midiático.                  |                        |                              |                                                                                              |                       |
| 3                                                                                                   | "O Rei dos Domingos"   | Marcus Baldini               | André Barcinski, Ricardo Grynszpan, Mikael de Albuquerque, Henrique Melhado e Marcela Macedo | 19 de outubro de 2022 |
| Nos Estados Unidos, Silvio Santos descobre que terá que passar por uma cirurgia arriscada.          |                        |                              |                                                                                              |                       |
| 4                                                                                                   | "Petit Comité"         | Marcus Baldini e Carol Minêm | André Barcinski, Ricardo Grynszpan, Mikael de Albuquerque, Henrique Melhado e Marcela Macedo | 19 de outubro de 2022 |
| No SBT, Íris e Stanislau articulam para que Gugu assuma o programa dominical.                       |                        |                              |                                                                                              |                       |
| 5                                                                                                   | "De Quanto É o Rombo?" | Carol Minêm                  | André Barcinski, Ricardo Grynszpan, Mikael de Albuquerque, Henrique Melhado e Marcela Macedo | 19 de outubro de 2022 |
| Silvio Santos volta ao Brasil e fica furioso ao descobrir os rumos que o SBT tomou em sua ausência. |                        |                              |                                                                                              |                       |
| 6                                                                                                   | "E o Bambu...?"        | Marcus Baldini               | André Barcinski, Ricardo Grynszpan, Mikael de Albuquerque, Henrique Melhado e Marcela Macedo | 19 de outubro de 2022 |
| Silvio Santos revela para Íris a gravidade de seu problema de saúde.                                |                        |                              |                                                                                              |                       |
| 7                                                                                                   | "Quanto Você Ganha?"   | Marcus Baldini               | André Barcinski, Ricardo Grynszpan, Mikael de Albuquerque, Henrique Melhado e Marcela Macedo | 19 de outubro de 2022 |
| Silvio pressiona Gugu a cancelar o contrato com a Globo para manter a audiência do SBT.             |                        |                              |                                                                                              |                       |
| 8                                                                                                   | "A Porta da Esperança" | Marcus Baldini               | André Barcinski, Ricardo Grynszpan, Mikael de Albuquerque, Henrique Melhado e Marcela Macedo | 19 de outubro de 2022 |
| Silvio se prepara para a cirurgia que pode tirá-lo dos palcos e o medo da morte aparece.            |                        |                              |                                                                                              |                       |

### Temporada 02
| N.º                                                                                         | Título                               | Dirigido por | Escrito por                                                                                    | Lançamento          |
| ------------------------------------------------------------------------------------------- | ------------------------------------ | ------------ | ---------------------------------------------------------------------------------------------- | ------------------- |
| 1                                                                                           | "O Poder dos Palcos"                 | Júlia Jordão | André Barcinski, Ricardo Grynszpan, Anna Carolina Francisco, Henrique Melhado e Marcela Macedo | 29 de março de 2023 |
| Após candidatar-se à Presidência da República, Silvio precisa convencer os aliados.         |                                      |              |                                                                                                |                     |
| 2                                                                                           | "É o 26!"                            | Júlia Jordão | André Barcinski, Ricardo Grynszpan, Anna Carolina Francisco, Henrique Melhado e Marcela Macedo | 29 de março de 2023 |
| Silvio descobre que as estratégias do palco nem sempre funcionam na política.               |                                      |              |                                                                                                |                     |
| 3                                                                                           | "O Novo SBT"                         | Júlia Jordão | André Barcinski, Ricardo Grynszpan, Anna Carolina Francisco, Henrique Melhado e Marcela Macedo | 29 de março de 2023 |
| Silvio decide tomar o lugar da Globo e levar o SBT para o primeiro lugar no Ibope.          |                                      |              |                                                                                                |                     |
| 4                                                                                           | "Silvio Santos Night Show"           | Júlia Jordão | André Barcinski, Ricardo Grynszpan, Anna Carolina Francisco, Henrique Melhado e Marcela Macedo | 29 de março de 2023 |
| Obcecado, Silvio Santos decide transformar o SBT e toda sua programação.                    |                                      |              |                                                                                                |                     |
| 5                                                                                           | "De Volta às Origens"                | Júlia Jordão | André Barcinski, Ricardo Grynszpan, Anna Carolina Francisco, Henrique Melhado e Marcela Macedo | 29 de março de 2023 |
| Silvio Santos está empenhado em recuperar o SBT e o primeiro lugar aos domingos.            |                                      |              |                                                                                                |                     |
| 6                                                                                           | "Tudo pelo Ibope"                    | Júlia Jordão | André Barcinski, Ricardo Grynszpan, Anna Carolina Francisco, Henrique Melhado e Marcela Macedo | 29 de março de 2023 |
| A chegada do Ibope em tempo real muda as regras da disputa entre emissoras.                 |                                      |              |                                                                                                |                     |
| 7                                                                                           | "Ninguém Negocia como Silvio Santos" | Júlia Jordão | André Barcinski, Ricardo Grynszpan, Anna Carolina Francisco, Henrique Melhado e Marcela Macedo | 29 de março de 2023 |
| O sequestro da filha Patrícia tira Silvio Santos do prumo.                                  |                                      |              |                                                                                                |                     |
| 8                                                                                           | "Quem Quer Dinheiro?"                | Júlia Jordão | André Barcinski, Ricardo Grynszpan, Anna Carolina Francisco, Henrique Melhado e Marcela Macedo | 29 de março de 2023 |
| Silvio precisará usar sua habilidade como comunicador para se aproximar de um sequestrador. |                                      |              |                                                                                                |                     |

## Produção

### Desenvolvimento
Em novembro de 2018, foi anunciado que uma série sobre Silvio Santos estava sendo desenvolvida pela Fox, com duas temporadas de 8 episódios cada planejadas, e que estrearia no canal Fox Premium. Em março de 2020, José Rubens Chachá e Leona Cavalli foram anunciados como os protagonistas da série interpretando Silvio Santos e Íris Abravanel, respectivamente. Em maio de 2021, foi anunciado que a série que O Rei da TV passaria a fazer parte das produções originais a serem lançadas através do Star+. Em 12 de dezembro de 2022, foi confirmada a estreia da segunda temporada que já estava filmada.

### Filmagens
A filmagem da série teve início no final de 2019, mas devido à pandemia de COVID-19 as gravações foram paralisadas, retornando em fevereiro de 2021. As gravações da segunda temporada foram paralelas à primeira.

## Promoção
O primeiro teaser da série foi divulgado em 12 de dezembro 2021, no aniversário de Silvio Santos, com uma imagem promocional da série. O pôster e trailer oficial da série, assim como sua data de lançamento, foram divulgados em 19 de agosto de 2022.

## Lançamento
O Rei da TV foi lançada no Brasil com seus 8 primeiros episódios em 19 de outubro de 2022 através do Star+.

## Recepção
A série teve uma recepção principalmente negativa por parte de familiares e amigos de Silvio Santos, que alegaram distorção na personalidade de Silvio, fazendo-o parecer "arrogante", além de inverdades. Isso os motivou a organizarem sua própria série biográfica.
Apesar das críticas, a Disney não anunciou seu cancelamento pois estas já eram esperadas dos que "alimentam a narrativa de que o apresentador é um grande mito sem defeitos", sendo essa uma biografia não autorizada.